# ایسوزو فستر
ایسوزو فستر (Isuzu Faster) خودرویی است که در سال‌های ۱۹۷۲ تا ۲۰۰۲ تولید شده‌است.
طراحی آن خودرو چهار چرخ محرک بوده است.